# Estadio El Coliseo de Mitre y Puccini
El Coliseo de Mitre y Puccini, anteriormente denominado estadio Villa Dálmine, es un estadio argentino ubicado en la localidad de Campana, perteneciente al partido homónimo, en el norte de la provincia de Buenos Aires. Es propiedad del Club Villa Dálmine y fue inaugurado el 20 de junio de 1961, cuatro años después de la fundación de la entidad.
Cuenta con capacidad para 12 000 espectadores aproximadamente. Se encuentra emplazado en la ciudad de Campana, sobre la Avenida Mitre, entre las calles Doctor Simini y Luis Costa, a metros de la segunda rotonda de Campana por Panamericana. Por su parte, la cancha se encuentra en la primera cuadra enfrente a los monoblocks de la ciudad.
El estadio posee varios accesos que conducen hacia las tribunas. La entrada principal es sobre la Avenida Mitre en la cual se ingresa a la popular local y para entrar a la platea se debe hacer por la calle Doctor Simini, de igual manera es para la delegación visitante.

## Historia
En el año 1961, debuta en el Torneo de Aficionados (hoy Primera D) de la Asociación del Fútbol Argentino. Los primeros partidos de local se jugaron en el Estadio Municipal, ya que todavía su cancha se encontraba en construcción; la cual se inauguró el 20 de junio de 1961 con un encuentro amistoso ante Atlanta. Por aquel entonces el estadio poseía una sola entrada principal y sin rejas, con un palco para el periodismo e invitados especiales.
Durante los años 2011 y 2012, tras varios intentos finalmente pudo separarse definitivamente de la empresa Tenaris Siderca, y conseguir ser el único dueño y propietario de los terrenos correspondientes al estadio. A partir de allí comenzó una etapa de construcción y progreso para el club en lo institucional y deportivo, coincidiendo con el campeonato de la Primera C 2011/12.
El 21 de septiembre de 2012 se reinauguraron las luces del estadio en un encuentro amistoso entre Villa Dálmine y el selectivo sub-20 de Boca Juniors. Así, el violeta volvió a disputar un partido nocturno como local tras 18 años, ya que el último encuentro disputado de noche en el estadio data de febrero de 1996. La inversión de la nueva iluminación rondó los 250 000 pesos. Además se mejoró y renovó los vestuarios y el resto de las dependencias: utilería, lavandería, entre otras. También se incorporaron otras herramientas para mejorar diferentes cuestiones como un equipo de cámaras de monitoreo, el cual consiste en cámaras desmontables que son instaladas el día que se dispute algún cotejo, ubicándolas en distintos puntos estratégicos del estadio. Esas cámaras son controladas desde una sala de monitoreo a la que tiene acceso el personal policial afectado al operativo de seguridad.
A comienzos del año 2013 se instaló un sistema de riego computarizado para un mantenimiento más efectivo del campo de juego, mediante este sistema, el objetivo será que el césped del estadio esté en mejores condiciones, para inaugurar el mismo se disputó la Copa Ciudad de Campana en la que participaron Puerto Nuevo y la reserva de River Plate.
A fines del año 2013, se bautizó a una de las tribunas con el nombre de Juan Carlos Calabró, fanático del club. Anteriormente, se inauguró la tribuna Roberto Frattini cuyas obras comenzaron el 16 de julio de 2011 con la realización de las más de 500 viguetas desarrollando alrededor de  1500 metros lineales de placas, las cuales contienen un peso de 65 toneladas en toda la tribuna. Con la terminación de dicha tribuna la capacidad total del estadio aumentó a 11 250 espectadores.

## Accesos
Al estadio se puede arribar mediante varias rutas como la Ruta Nacional 9, la Ruta Provincial 6 o la Ruta Nacional 12. Esta última cruza a la Avenida Mitre, en la cual se ubica el estadio. 
Los medios de transportes son múltiples y variados. Por la Autopista Acceso Norte (también denominada Panamericana) circulan la Línea 194, Línea 204A y la Línea 228 que llegan al estadio. También se puede acceder mediante el Ferrocarril General Bartolomé Mitre, accediendo hasta la Estación Villa Ballester y mediante combinación con el ramal Villa Ballester-Zárate, hasta la Estación Campana.